# VW ID.6

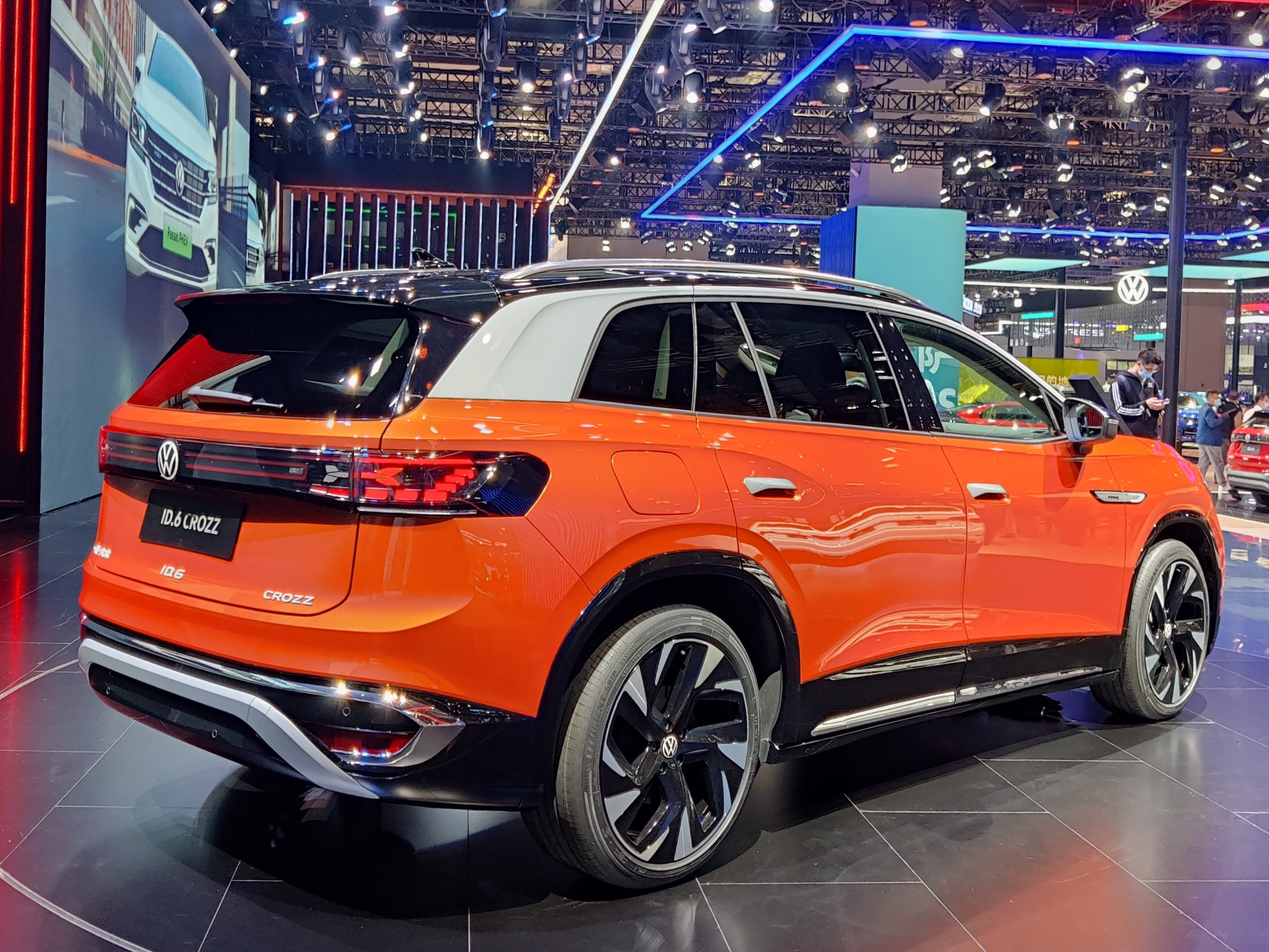
Heckansicht

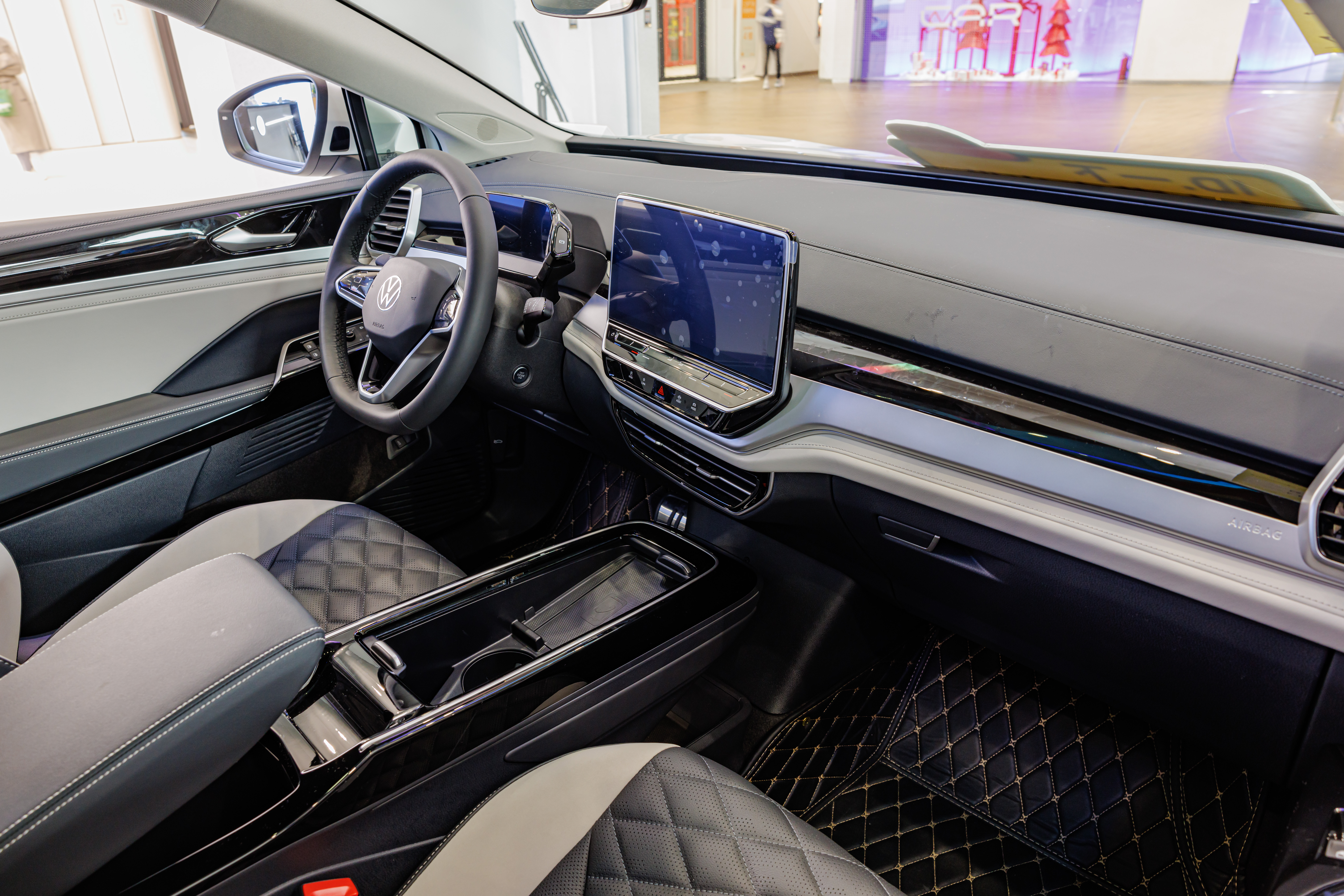
Innenansicht

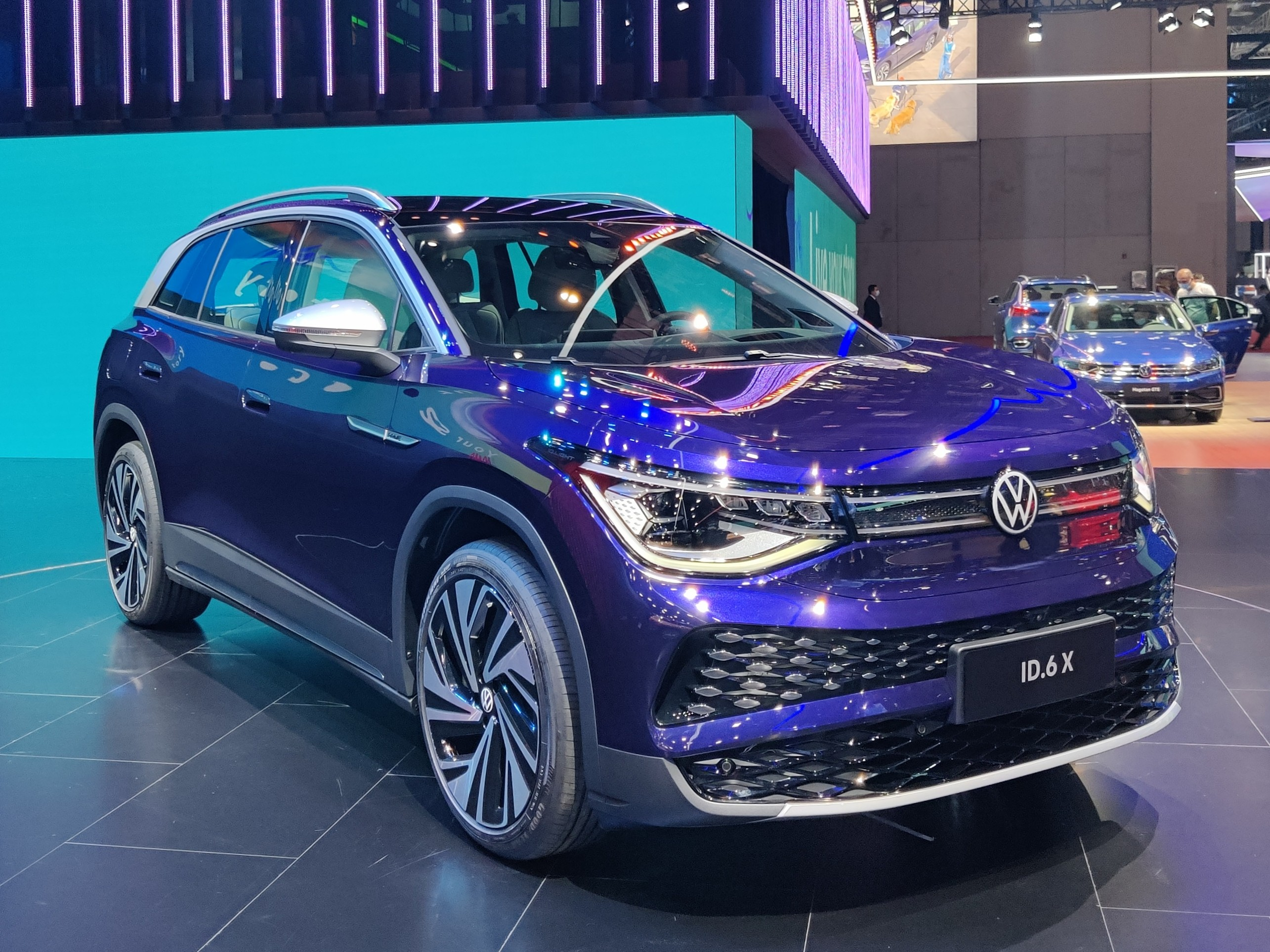
VW ID.6 X auf der Shanghai Auto Show 2021

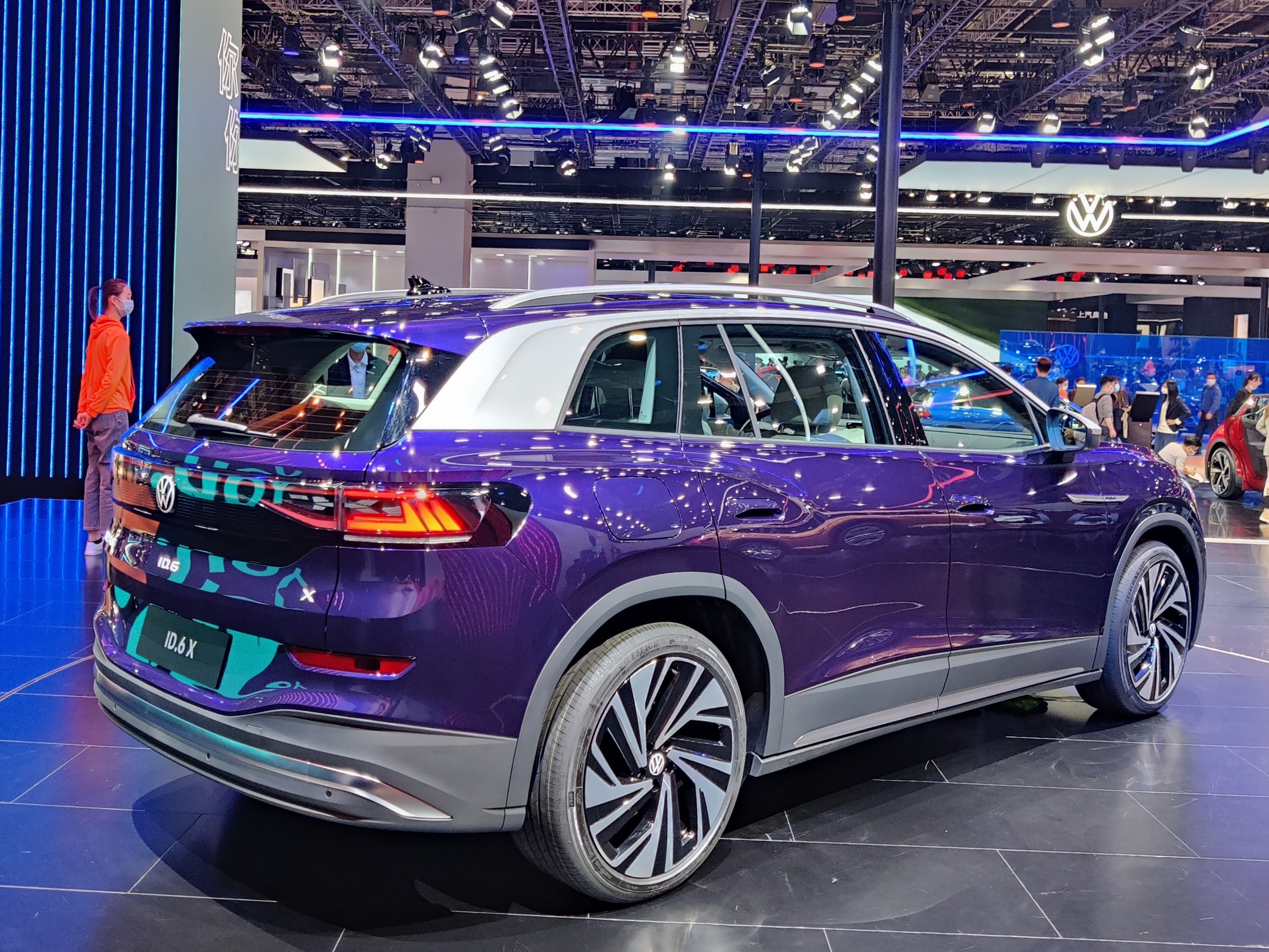
Heckansicht

Der VW ID.6 ist ein batterieelektrisch angetriebenes Sport Utility Vehicle von Volkswagen, das ausschließlich in China vermarktet wird. Der Baureihe voraus ging das im April 2019 vorgestellte Konzeptfahrzeug VW ID. Roomzz.

## Geschichte
Vorgestellt wurde das Fahrzeug anlässlich der Shanghai Auto Show im April 2021. Die Markteinführung auf dem chinesischen Markt fand im Sommer 2021 statt. Wie auch schon beim kleineren ID.4 werden zwei Varianten angeboten. Der ID.6 Crozz ist die Version von FAW-Volkswagen und wird in Foshan gebaut. Die Produktion des etwas kürzeren ID.6 X erfolgt bei SAIC Volkswagen in Anting. Das SUV ist das größte Fahrzeug, das auf dem Modularen E-Antriebs-Baukasten (MEB) aufbaut. Außerdem bietet es eine dritte Sitzreihe.
Nachdem der Audi Q4 e-tron ein Schwestermodell zum VW ID.4 darstellt, bietet Audi in China seit 2022 mit dem Audi Q5 e-tron ebenfalls ein Pendant zum ID.6 an.

## Rechtsstreit um Grauimporte
Ende 2023 hatte ein Berliner Autohändler 22 Fahrzeuge der Baureihe nach Deutschland importiert. VW hat daraufhin die Fahrzeuge mit Hilfe des Markenrechts beschlagnahmen lassen und strebt eine Vernichtung der Fahrzeuge an. Aktuell läuft das Berufungsverfahren (Stand: Mai 2024).
Nach Schweizer Medienberichten von Juni 2024 hat mindestens ein VW ID.6 die Zulassung für die Schweiz (Einzelprüfung, keine Typenzulassung), ausgestellt vom Zürcher Strassenverkehrsamt.

## Technik

### Antrieb
Wie auch beim ID.4 gibt es Varianten mit Heck- und mit Allradantrieb. An der Hinterachse wird eine permanenterregte Synchronmaschine mit einer Leistung von 132 kW (180 PS) oder 150 kW (204 PS) verbaut. Die Allradversion hat zusätzlich einen zweiten, kleineren Elektromotor an der Vorderachse. Hier wird die Gesamtleistung mit 230 kW (313 PS) angegeben. Die Höchstgeschwindigkeit des ID.6 wird in allen Versionen bei 160 km/h elektronisch begrenzt.

### Antriebsbatterie
Für das Fahrzeug stehen zwei Lithium-Ionen-Akkumulatoren von CATL zur Auswahl. Der kleinere hat einen Netto-Energieinhalt von 58 kWh und ist nur mit Heckantrieb erhältlich. Der größere hat einen Netto-Energieinhalt von 77 kWh und steht sowohl für die Heckantrieb- als auch für die Allradversion zur Verfügung. Die Reichweite wird mit bis zu 588 km nach NEFZ angegeben.

### Technische Daten
|                               | FAW-VW ID.6 Crozz                       | FAW-VW ID.6 Crozz                       | FAW-VW ID.6 Crozz                       | SAIC-VW ID.6 X                          | SAIC-VW ID.6 X                          | SAIC-VW ID.6 X                          |                                         |
| ----------------------------- | --------------------------------------- | --------------------------------------- | --------------------------------------- | --------------------------------------- | --------------------------------------- | --------------------------------------- | --------------------------------------- |
| Bauzeitraum                   | seit 07/2021                            | seit 07/2021                            | seit 07/2021                            | seit 06/2021                            | seit 06/2021                            | seit 06/2021                            |                                         |
| Antrieb                       |                                         |                                         |                                         |                                         |                                         |                                         |                                         |
| Motorart                      | Dreiphasenwechselstrom-Elektromaschine  | Dreiphasenwechselstrom-Elektromaschine  | Dreiphasenwechselstrom-Elektromaschine  | Dreiphasenwechselstrom-Elektromaschine  | Dreiphasenwechselstrom-Elektromaschine  | Dreiphasenwechselstrom-Elektromaschine  | Dreiphasenwechselstrom-Elektromaschine  |
| Motorbaureihe, hinten         | APP310                                  | APP310                                  | APP310                                  | APP310                                  | APP310                                  | APP310                                  |                                         |
| Motorbauart, vorne            | –                                       | –                                       | Asynchronmaschine                       | –                                       | –                                       | Asynchronmaschine                       |                                         |
| Motorbauart, hinten           | permanentmagneterregte Synchronmaschine | permanentmagneterregte Synchronmaschine | permanentmagneterregte Synchronmaschine | permanentmagneterregte Synchronmaschine | permanentmagneterregte Synchronmaschine | permanentmagneterregte Synchronmaschine | permanentmagneterregte Synchronmaschine |
| Leistung, Peak                | 132 kW (180 PS)                         | 150 kW (204 PS)                         | 230 kW (313 PS)                         | 132 kW (180 PS)                         | 150 kW (204 PS)                         | 230 kW (313 PS)                         |                                         |
| Drehmoment, Peak              | 310 Nm                                  | 310 Nm                                  | 472 Nm                                  | 310 Nm                                  | 310 Nm                                  | 472 Nm                                  |                                         |
| Antriebsart                   | Heckantrieb                             | Heckantrieb                             | Allradantrieb                           | Heckantrieb                             | Heckantrieb                             | Allradantrieb                           |                                         |
| Getriebe                      | zweistufig übersetztes Eingang-Getrieb  | zweistufig übersetztes Eingang-Getrieb  | zweistufig übersetztes Eingang-Getrieb  | zweistufig übersetztes Eingang-Getrieb  | zweistufig übersetztes Eingang-Getrieb  | zweistufig übersetztes Eingang-Getrieb  |                                         |
| Antriebsbatterie              |                                         |                                         |                                         |                                         |                                         |                                         |                                         |
| Energieinhalt, brutto / netto | 62 kWh / 58 kWh                         | 82 kWh / 77 kWh                         | 82 kWh / 77 kWh                         | 62 kWh / 58 kWh                         | 82 kWh / 77 kWh                         | 82 kWh / 77 kWh                         |                                         |
| Messwerte                     |                                         |                                         |                                         |                                         |                                         |                                         |                                         |
| Beschleunigung, 0–100 km/h    | 9,3 s                                   | 9,5 s                                   | 6,7 s                                   | 9,4 s                                   | 9,1 s                                   | 6,6 s                                   |                                         |
| Höchstgeschwindigkeit         | 160 km/h (abgeregelt)                   | 160 km/h (abgeregelt)                   | 160 km/h (abgeregelt)                   | 160 km/h (abgeregelt)                   | 160 km/h (abgeregelt)                   | 160 km/h (abgeregelt)                   |                                         |
| Reichweite nach NEFZ          | 439 km                                  | 565 km                                  | 516 km                                  | 436 km                                  | 588 km                                  | 510 km                                  |                                         |

## Produktionszahlen
Im ersten Produktionsjahr 2021 wurden 20.461 VW ID.6 produziert.